# Pongrácz István (honvédtiszt)
Szentmiklósi és óvári Pongrácz István (Felsőtúr, 1821. augusztus 12. – Esztergom, 1900. augusztus 7.) császári és királyi kamarás, Nagysándor József táborkari főnöke, császári és királyi tábornok.

## Élete
1821. augusztus 12-én született Felsőtúron Pongrácz István táblabíró és Okolicsányi Klára fiaként. Atyját korán elvesztette (1832), így nagybátyja Pongrácz János alezredes pártfogásába került, aki a nagyszombati katonai neveldébe adta be, majd 1836-ban a tullni utászok intézetében folytatta tanulmányait, melynek bevégeztével a Galíciában állomásozó 8. (Coburg) huszárezredben lett hadapród. 1843-ban hadnagy és csakhamar főhadnagy lett.
1848-ban, amikor a magyar alkotmány életbe lépett, mint századost a honvéd táborkarhoz nevezték ki. Jelen volt a bányavárosok téli hadjáratában, úgyszintén a kápolnai, mezőkövesdi csatában. A tavaszi hadjárat alkalmával részt vett a hatvani ütközetben, ahol csaknem életét vesztette. A csata után őrnaggyá nevezték ki. Azt követőleg is számos ütközetben harcolt. Győr bevétele után Komáromba rendelték a fővezérséghez, hogy Nagysándor  tábornok mellett, mint táborkari főnök működjék. A Vág melletti csaták után a sereggel levonult és 1849. augusztus 2-án Debrecennél az orosz csapatok ellen harcolt. Görgey Nagysándor hadtestét Temes megyébe küldte, ahol Pongrácz, mint alezredes a Vinga előtti utolsó csatában is részt vett.  A világosi fegyverletétel után Pongrácz Istvánt is az aradi várba hurcolták, halálra s kegyelem után tíz évi várfogságra ítélték. Három évi fogsága után kapott kegyelmet, majd hazatért szülőföldjére, ahol 1869-ig  katonai tudományokkal és kertészettel foglalkozott. Pákozdy Rózát 1857-ben vette el feleségül. A megyében alakult 1848-49. honvédegylet elnökének választotta.
A magyar királyi honvédség visszaállításakor 1869-ben őrnaggyá nevezték ki, és a pozsonyi zászlóalj parancsnokságát vette át, 1871-ben pedig alezredesi ranggal az ipolysági féldandár parancsnokságát bízták rá. Ugyanezen évben nyerte el a kamarási rangot. Ipolyságról Nagyváradra helyezték át, mint ezredes dandárparancsnokot, ahol 1877-ig maradt. Innét Lugosra, majd Radványra került. 1879-es  nyugalomba vonulásakor megkapta a tábornoki rangot. Ezután Pesten, Felsőtúron lakott, végül Esztergomba költözött, ahol emlékiratain dolgozott. 1900. augusztus 7-én halt meg szívszélhüdésben. Koporsóját teljes katonai dísszel kísérték a Mária Valéria hídig, ahonnan szülővárosába vitték, és a családi kriptában helyezték örök nyugalomra.

## Művei
- Cikksorozat az újabb harcászatról
- Magyarország története  – Ez utóbbi főleg Ausztriával kapcsolatos viszonyokat tárgyalja.
- Naplója az 1848-49-iki szabadságharcról. (Kéziratban.) Ebből megjelent a fia, Pongrácz Elemér által szerkesztett Honti Naptárban (1901. Világos, 1849. aug. 12. Egy szomorú nap a fegyverletétel előtt.)
- Részletesen megírta a debreceni ütközetet (Debreceni Lapok)